# Pierce Motor Company

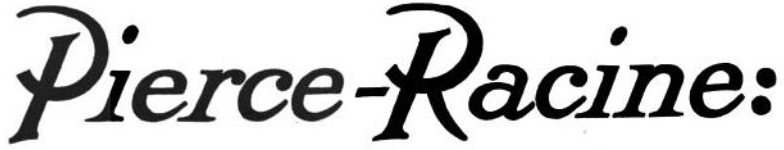
Firmenlogo (1906)

Die Pierce Motor Company, vorher Pierce Engine Company, war ein früher US-amerikanische Automobilhersteller, der ab 1893 in Racine (Wisconsin) ansässig war. Von 1904 bis 1911 wurden dort Automobile unter dem Namen Pierce-Racine gefertigt.

## Geschichte

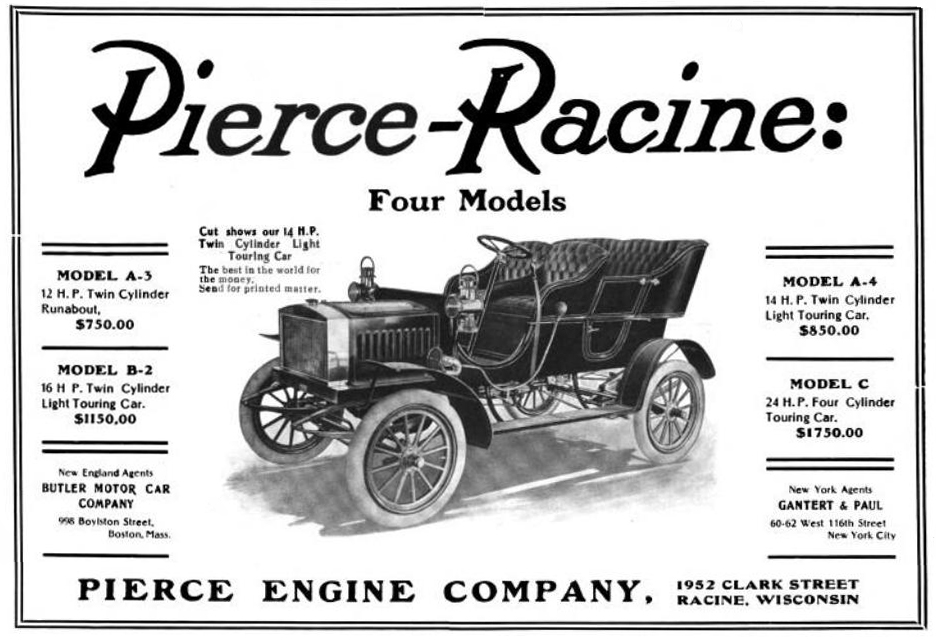
Anzeige von 1906. Die Abbildung zeigt das Zweizylindermodell A-4 Light Touring

Die Firma wurde 1893 als Pierce Engine Company von Andrew J. Pierce gegründet. Bereits 1895 entstand dort ein erstes Automobil mit Einzylindermotor. 1899 baute Andrew Pierce ein zweites Fahrzeug mit Zweizylinder-Zweitaktmotor, das dritte folgte erst 1901. 1903 entstand ein kleiner Zweisitzer in Serie, der mit einem Einzylinder-Viertaktmotor mit 8 bhp (5,9 kW) ausgestattet war und von den Western Wheel Works nur in Racine verkauft wurde. Im Jahr darauf verkaufte Pierce die Fahrzeuge selbst unter dem neuen Namen Pierce-Racine. In den Folgejahren entstanden weitere Modelle, zunächst mit Zweizylindermotoren, später mit Vierzylindermotoren. Die Fertigungszahlen überstiegen nie 200 Stück pro Jahr.
1909 benannte Pierce seine Firma in Pierce Motor Company um und suchte nach Investoren für einen weiteren Ausbau der Fertigung. Die fand er in einigen Geschäftsleuten aus Racine, die wesentlichen Anteile am Land- und Baumaschinenhersteller J. I. Case Threshing Machine Company besaßen. Konsequenterweise wurde der Finanzvorstand von J. I. Case, Charles McIntosh, Präsident der Gesellschaft. Im Folgejahr verstarb McIntosh auf einer Italienreise. 1911 übernahm J. I. Case die Pierce Motor Company vollständig und stellte die Fahrzeuge unter eigenem Namen her.

## Modelle
| Modell | Bauzeitraum | Zylinder | Rating nach A.L.A.M. | Radstand     |
| ------ | ----------- | -------- | -------------------- | ------------ |
| A      | 1904–1905   | 1        | 8 PS                 | 1930 mm      |
| B      | 1905–1906   | 2 Reihe  | 16 PS                | 2286 mm      |
| A-3    | 1906        | 2 Reihe  | 12 PS                | 2159 mm      |
| A-4    | 1906        | 2 Reihe  | 14 PS                | 2159 mm      |
| C      | 1906        | 4 Reihe  | 28 PS                | 2540 mm      |
| D      | 1906–1908   | 4 Reihe  | 18–40 PS             | 2388–2692 mm |
| E      | 1908        | 4 Reihe  | 30 PS                | 2642 mm      |
| G      | 1909        | 4 Reihe  | 40 PS                | 2692 mm      |
| H      | 1909        | 4 Reihe  | 45 PS                | 2845 mm      |
| K      | 1910–1911   | 4 Reihe  | 30 PS                | 2845 mm      |